# QBittorrent
Het programma qBittorrent is een vrije p2p-client voor Windows, Mac, Linux en FreeBSD. Met het programma kunnen bestanden via het internet worden gedownload, waarbij gebruikgemaakt wordt van torrents. Het programma is geschreven in C++ en Python en wordt uitgebracht onder de voorwaarden van de GNU General Public License. De bibliotheek libtorrent wordt gebruikt als achterliggende techniek om bestanden te down- en uploaden.

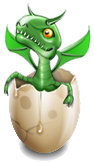
Mascotte van qBittorrent

## Functies
Enkele van de functies die aanwezig zijn in qBittorrent:
- Grafische gebruikersomgeving, vergelijkbaar met die van µTorrent.
- Geïntegreerde zoekmachine voor BitTorrentsites, met de mogelijkheid de resultaten te sorteren op categorie (boeken, films, software).
- Ondersteuning voor de BitTorrent-uitbreidingen DHT, peer exchange (PeX), tracker exchange, encryptie en Magnet URI.
- Beheer op afstand via een webinterface, bijna identiek aan de gebruikersomgeving van de desktopapplicatie.
- Beheren van trackers, peers en torrents: wachtrijen voor torrents, prioriteiten instellen voor torrents, inhoud om te downloaden selecteren en inhoud van een torrent een prioriteit toekennen.
- Port forwarding voor UPnP en NAT-PMP (NAT Port Mapping Protocol).
- Unicode-ondersteuning: beschikbaar in 35 talen.
- Formaten: Atom en RSS
- Bandbreedteplanner (downloaden aan een lagere snelheid of op een later tijdstip).
- Filteren op IP-adres, compatibel met eMule en PeerGuardian.
- Ondersteuning voor IPv6.
- Torrents en magnetlinks downloaden op volgorde.